# Летње параолимпијске игре 1992.
Летње параолимпијске игре 1992. су биле девете Параолимпијске игре које су се одржавале. Одржане су у Барселони, Каталонији, Шпанији. Поред тога, Параолимпијске игре за особе са менталним инвалидитетом 1992. одржане су одмах након редовних Параолимпијских игара у шпанској престоници Мадриду . 

## Избор домаћина
Барселона је други по величини град у Шпанији и главни град аутономне заједнице Каталоније, а родни град тадашњег председника МОК-а Хуана Антонија Самаранча и познатог европског клуба ФК Барселона који је од почетка кандидатуре пружао подршку и финансијски помагао. Град је такође био домаћин Светског првенства у фудбалу 1982. са два места која су такође коришћена током игара. 17. октобра 1986. Барселона је изабрана за домаћина Летњих олимпијских игара 1992. у Амстердаму, Холандија; Београд, Југославија ; Бирмингем, Уједињено Краљевство; Бризбејн, Аустралија; и Париз, Француска, током 91. заседања МОК-а у Лозани, Швајцарска.  Са 85 од 89 чланова МОК-а који су гласали тајним гласањем, Барселона је освојила већину од 47 гласова. Самаран је био уздржан од гласања. На истом састанку МОК-а, Албертвил, Француска, добио је право да буде домаћин Зимских игара 1992 . Париз и Бризбејн би на крају били изабрани за домаћине Летњих параолимпијских игара 2024. и 2032. године. 
Барселона се раније такмичила за Летње олимпијске игре 1936. које су на крају одржане у Берлину .
| Град      | Држава      | 1. коло | 2. коло | 3. коло | 4. коло | 5. коло | 6- коло |
| Барселона | Шпанија     | 29      | 37      | 47      | 57      | 67      | 85      |
| Париз     | Француска   | 19      | 20      | 23      | 18      | 18      | -       |
| Бризбејн  | Аустралија  | 11      | 9       | 10      | 10      | -       | -       |
| Београд   | Југославија | 13      | 11      | 5       | -       | -       | -       |
| Бриминген | УК          | 8       | 8       | —       | -       | -       | -       |
| Амстердам | Холандија   | 5       | —       | —       | -       | -       | -       |

Током процеса кандидатуре за Олимпијске игре, Барселона је показала да је отворена и мотивисана да буде домаћин Параолимпијских игара и, за разлику од претходних градова домаћина, конкурсна комисија је успела да успостави добре односе са тадашњим Међународним координационим комитетом (ИЦЦ). Убрзо након избора града домаћина Олимпијаде у септембру 1986. године, почели су преговори са МКС уз посредовање Хуана Антонија Самарана .
На иновативан и ризичан начин, Барселона је представљала прилагођену верзију свог олимпијског пројекта у којем би по први пут у историји Олимпијске и Параолимпијске игре управљали, планирали и изводили исти људи без икакве диференцијације. Штавише, за разлику од Сеула, параолимпијски спортисти би имали исте услове и могућности као и њихови олимпијски колеге. То је подразумевало чињеницу да би се спортисти такмичили на истим местима која су већ била планирана са максималним факторима приступачности на снази у то време, такође би имали приступ истом олимпијском селу и свим услугама и акцијама организатора. 

## Медаље
На овим играма је додељено укупно 1710 медаља: 555 златних, 557 сребрних и 594 бронзаних. Сједињене Државе су на врху броја медаља са више златних медаља, више сребрних медаља и више медаља укупно од било које друге нације. Немачка је освојила највише бронзаних медаља, са 59. 

## Државе учеснице
Јужна Африка се вратила на Параолимпијске игре по први пут откако је проглашена „непожељном“ због политике апартхејда 1980.   Земље које су први пут наступиле на Играма у Барселони биле су Алжир, Буркина Фасо, Чиле, Кинески Тајпеј, Костарика, Куба, Доминиканска Република, Ирак, Мјанмар, Намибија, Нигерија, Пакистан, Панама, Сејшели, Танзанија, Уједињени Арапски Емирати, Турска, Уругвај и Јемен .
Немачка се први пут такмичила као уједињена земља на Летњим параолимпијским играма након пада Берлинског зида . Летонија и Литванија су се први пут такмичиле као независне земље због распада Совјетског Савеза ( Естонија се самостално такмичила и на Зимским параолимпијским играма 1992. ), док су Хрватска и Словенија учиниле исто због распада Југославије . Остатак Југославије се такмичио као независни параолимпијски учесници због санкција. Неке бивше совјетске републике такмичиле су се као уједињени тим (који се састоји од Јерменије, Азербејџана, Белорусије, Киргистана, Молдавије, Русије и Украјине ) од којих ће се сви самостално такмичити до Игара 1996. године.